# Mechelen-Bovelingen
Mechelen-Bovelingen (Frans: Marlinne) is plaats in de Belgische provincie Limburg en een deelgemeente van de gemeente Heers. Mechelen-Bovelingen was tot 1971 met 1300 inwoners een zelfstandige gemeente, daarna tot 1977 samen met Rukkelingen-Loon een deelgemeente van Bovelingen, aan de Herk, in Haspengouw.

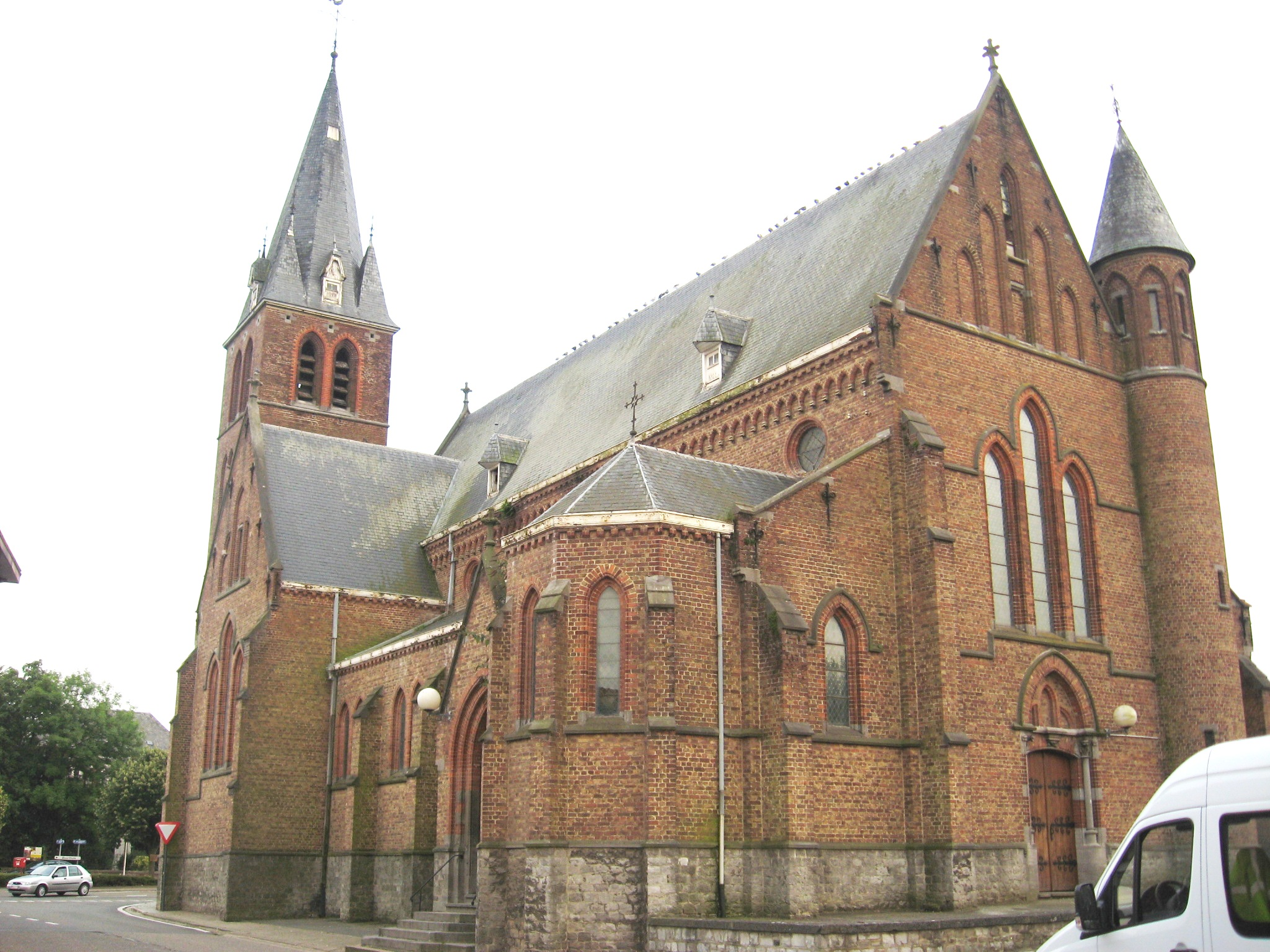
Sint-Annakerk te Mechelen-Bovelingen

## Etymologie
In 1219 werd Mechelen voor het eerst vermeld als: Mechlen en in het Romaans als Ma(r)lines. Vanaf de 14e eeuw werd ook de naam Quaedmechelen gebezigd, waar Quaed gewoon of klein betekent, om het te onderscheiden van de stad Mechelen. De naam Bovelingen zou betrekking hebben op een -heem naam, huis van Bova. Bovelingen werd later ook wel Schalkhoven genoemd. Mechelen en Bovelingen zijn door lintbebouwing aan elkaar gegroeid. Het gehucht Pepingen verdween in 1706 na uitbreiding van het domein van het Kasteel van Bovelingen.

## Geschiedenis
Uit de Romeinse tijd stammen de fundamenten van een villa, hierbij werden ook scherven en munten aangetrokken. De jongste zijn uit de tijd van Marcus Aurelius (161-180). Ook elders op het grondgebied werden scherven en Romeinse resten aangetroffen. De heerbaan van Tongeren over Heers naar Gembloers liep door het gebied van het latere Mechelen-Bovelingen.
Het grondgebied behoorde tot het domein van de Graven van Loon, en werd op een gegeven ogenblik (13e of 14e eeuw) in drie heerlijkheden uitgegeven: Mechelen, Bovelingen en Pepingen.
De oudst bekende heer van Pepingen was ene Fastrad. Deze stierf vóór 1332. Gedurende de 14e en 15e eeuw was Pepingen in bezit van het huis De Werfengeis, en vanaf 1450 van het huis Schroots.
De oudst bekende heer van Bovelingen was Jan van Schalkhoven, welke in 1390 werd vermeld. Later kwam Bovelingen in het bezit van het huis Van den Hoven, en in 1526 in bezit van Aert Schroots, die ook heer van Pepingen was. Daarna kwam Pepingen, door huwelijk, in bezit van Michel de Borchgrave, en in 1616 kocht deze ook Bovelingen. Hij ging het Kasteel van Bovelingen bewonen en verliet het Kasteel van Pepingen, dat later werd afgebroken.
In 1619 kreeg Michel de Borchgrave, van de prins-bisschop van Luik, ook Mechelen en Rukkelingen-Loon in bezit. De familie De Borchgrave bleef gedurende het verdere ancien régime heer van genoemde vier heerlijkheden. In 1745 kreeg Johannes-Baptista de Borchgrave van keurvorst Maximiliaan III Jozef van Beieren de titel Graaf van Altena. De Altenastraat ter plaatse herinnert daar nog aan.
In 1795 werden, door het Franse gezag, de drie afzonderlijke gemeenten Mechelen, Bovelingen en Pepingen tot één gemeente verenigd.
Mechelen was het eigenlijke dorp, en hier bevond zich de Sint-Annakerk. De Sint-Annaparochie omvatte ook Rukkelingen-Loon, dat zich in 1213 afsplitste. Het patronaatsrecht was in handen van het Sint-Odulfuskapittel van Borgloon.
In Pepingen was sprake van een Sint-Martinuskapel, die in 1218 reeds werd vermeld. Blijkbaar werd deze verwoest of verwaarloosd, want in 1623 vond herbouw plaats, terwijl de nieuwe toren in 1673 tot stand kwam. Door uitbreiding van het domein van het Kasteel van Bovelingen werd Pepingen ontvolkt en de kapel raakte in verval, om in 1880 te worden gesloopt.

## Demografische ontwikkeling
- Bronnen:NIS, Opm:1831 tot en met 1961=volkstellingen

## Bezienswaardigheden
- De Sint-Annakerk van het jaar 1784. Nadien volgde op het einde van de 19e eeuw een reeks verbouwingen,waardoor de kerk een gans ander uitzicht kreeg.
- Oorspronkelijk Kasteel van Bovelingen (rond 1550). Van het oorspronkelijk kasteel zijn de ommuurde kasteeltuin, de resten van het kasteelbos met uitheemse boomsoorten en ijskelder, de gerestaureerde manage, alsook de majestatische kasteelhoeve (sinds vier generaties bewoond door de familie Jadoul) nog overblijfselen van een roemrijk dorpsverleden.
- De grafkelder van de familie De Borchgrave d'Altena (kasteelheren) onder de St-Martinuskapel te Mechelen-Bovelingen (1868).
- Een grafsteen van 1539 op het oude kerkhof.
- Bietsuikerfabriek van 1872. Vanaf 1956 kreeg de fabriek een andere functie.
- Kloostergebouw met school van 1871.
- Kapel Onze-Lieve-Vrouw van Lourdes aan de Burgemeesterstraat (1878).
- Monument Oud-strijders nabij de Sint-Martinuskapel.

## Natuur en landschap
Mechelen-Bovelingen ligt in de vallei van de Herk, welke hier in noordelijke richting stroomt. De vallei ligt op een hoogte van ongeveer 70 meter. De Grondelingenbeek, die zich ten oosten van Mechelen-Bovelingen bevindt, komt ten noorden van het dorp in de Herk uit. Ook kleinere beken vloeien hier in de Herk.
Overigens bevinden de vochtige valleien zich in Droog-Haspengouw. Op het leemplateau, ongeveer 120 meter hoog, bevindt zich open landbouwgebied.

## Nabijgelegen kernen
- Rukkelingen-Loon, Batsheers, Gelinden, Boekhout